# Delta de la Vela
Delta de la Vela (δ Velorum) és un sistema estel·lar a la constel·lació de la Vela, la vela de l'Argo navis, el segon més brillant darrere de γ Velorum. La seva magnitud aparent és +1,95 i dista 79,7 anys llum de la Terra. És el membre més brillant de la Falsa Creu, asterisme que forma al costat de κ Velorum, Avior (ε Carinae) i Aspidiske (ι Carinae).
Delta de la Vela està formada per un sistema binari eclipsant (Delta de la Vela A) i una nana de tipus espectral F6V (Delta de la Vela B) de magnitud aparent 5,5 en una òrbita excèntrica amb una separació que varia entre 0,6 i 3,0 segons d'arc i un període orbital de 142 anys. Delta de la Vela A està formada per dos estels blancs de la seqüència principal, el més lluminós de tipus espectral A0V (Delta de la Vela Aa, de magnitud aparent 2,3) i l'altra de tipus espectral entri A3V i A5V (Delta Velorum Ab, de magnitud aparent 3,4). Estan separades 0,5 ua i el seu període orbital és de 45,15 dies. Els eclipsis, que fan que la lluentor combinada del sistema fluctue entorn del 50% durant l'eclipsi primari i 30% durant el secundari, van ser detectats independentment el 1989 per la missió espacial Galileu i el 1997 per l'afeccionat argentí Sebastián Otero. En unir les dades visuals de Galileu i Otero l'any 2000, Otero, Lloyd i Fieseler pogueren determinar el període orbital i predir els futurs eclipsis i a més notar que l'òrbita del sistema és també excèntrica, atès que l'eclipsi secundari es produeix en la fase 0,43 del cicle orbital (només 19 dies després de l'eclipsi primari). Curiosament, malgrat ser un dels estels més brillants del cel, no s'havia observat prèviament la seva variabilitat.
Actualment hom creu que Delta de la Vela C de magnitud 11, i Delta de la Vela D de magnitud 13, separades visualment 6 segons d'arc i distants 150 ua entre si, no són components físiques del sistema de Delta de la Vela.
A causa de la precessió de la Terra, Delta de la Vela serà l'estel polar de l'hemisferi sud cap a l'any 9.200 n.e.